# Koppenhága kerékpáros közlekedése

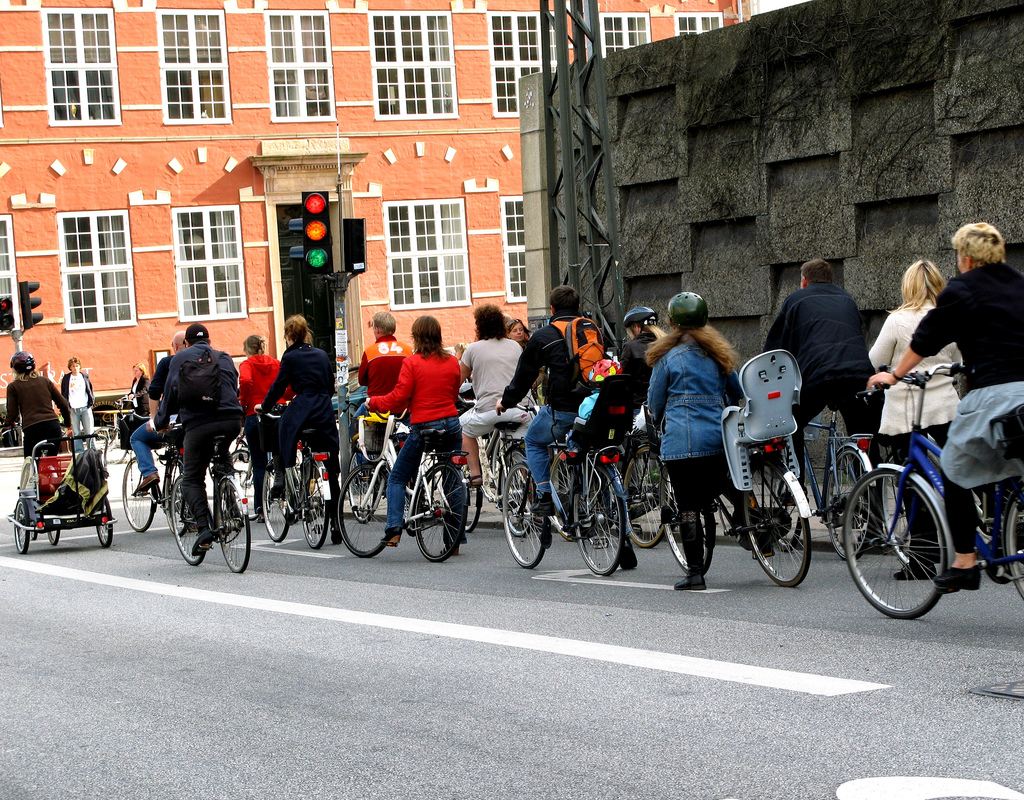
Csúcsforgalom

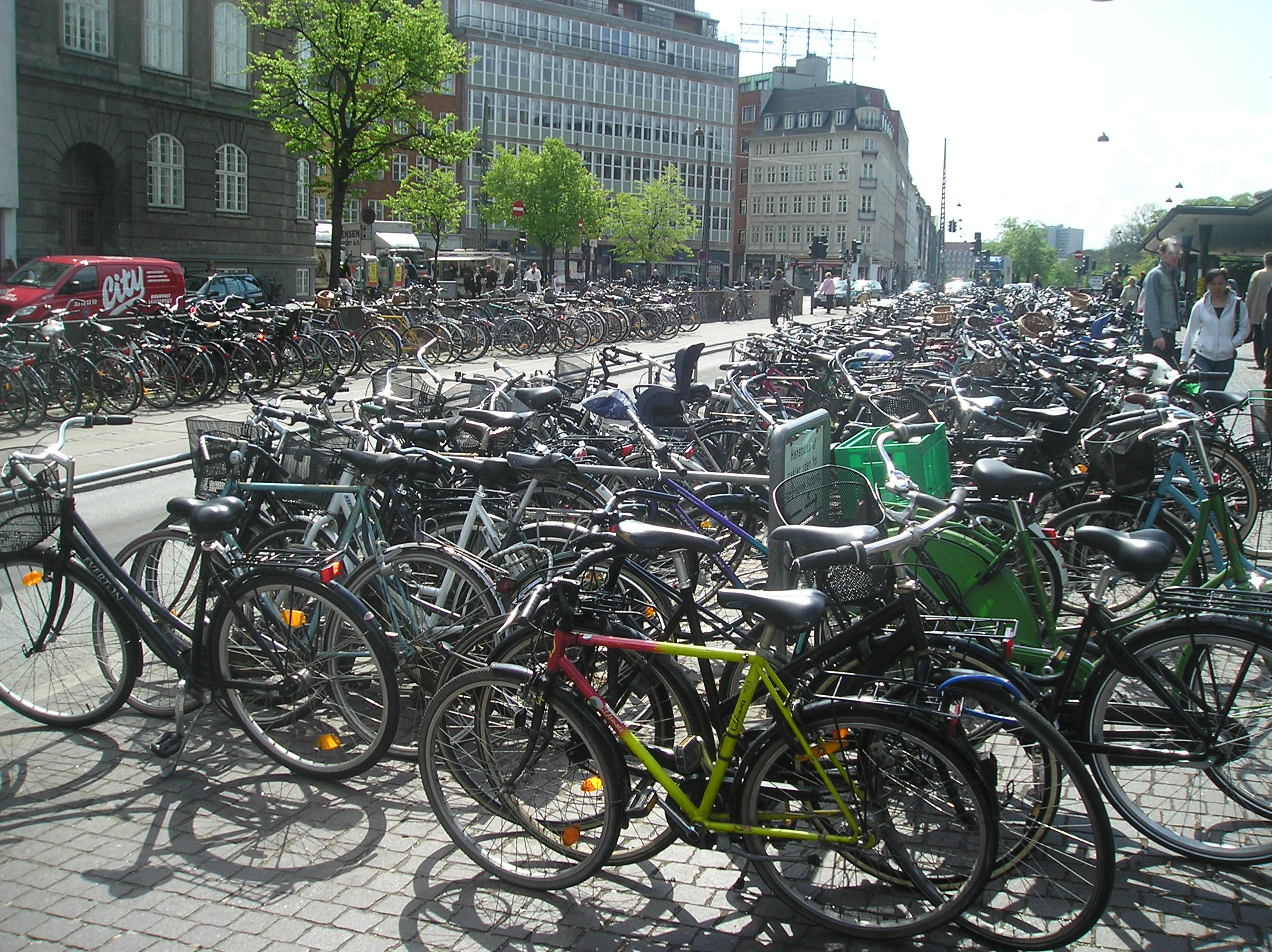
Kerékpártároló a Nørreport vasútállomásnál

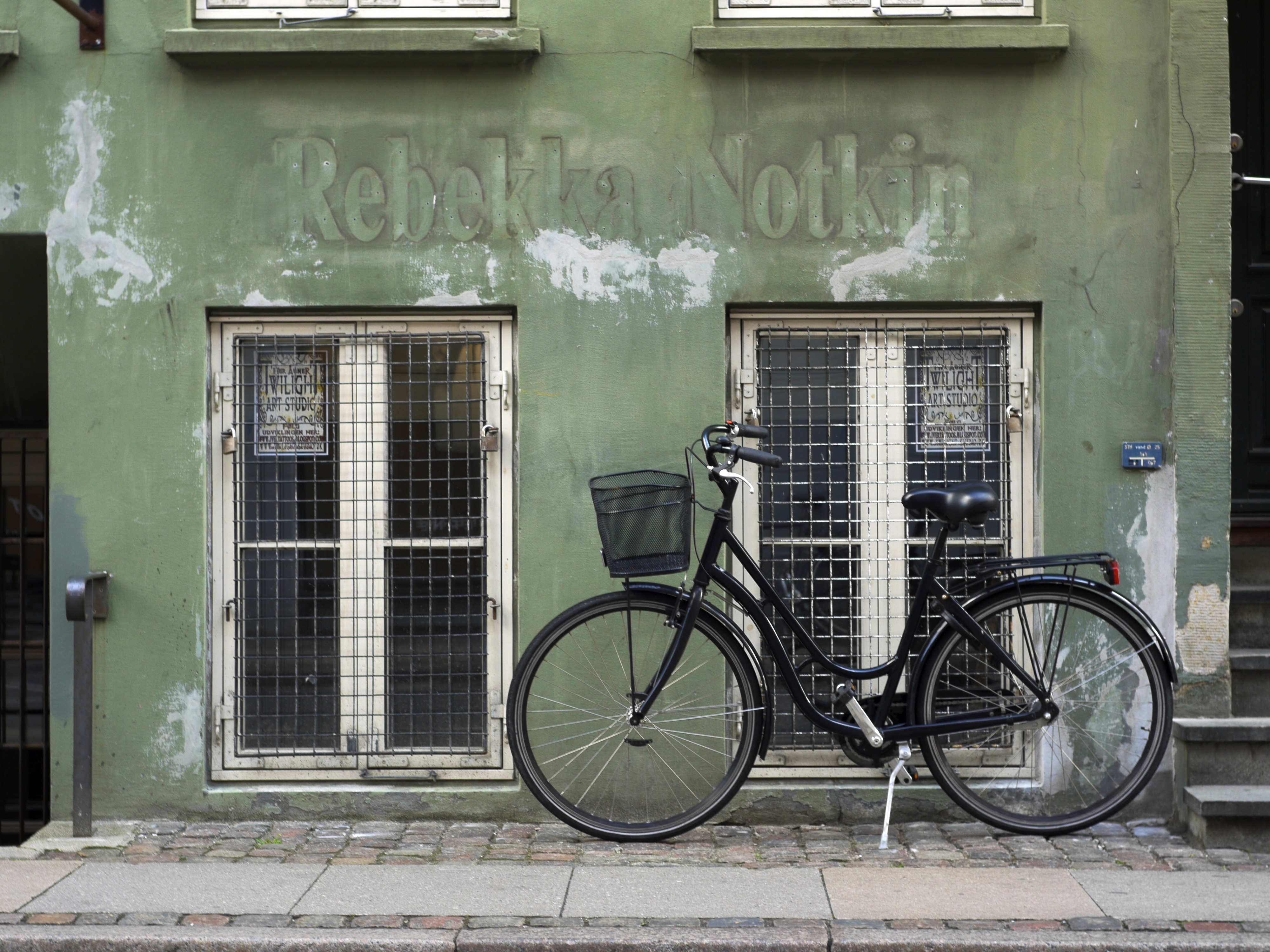
Koppenhágai bicikli

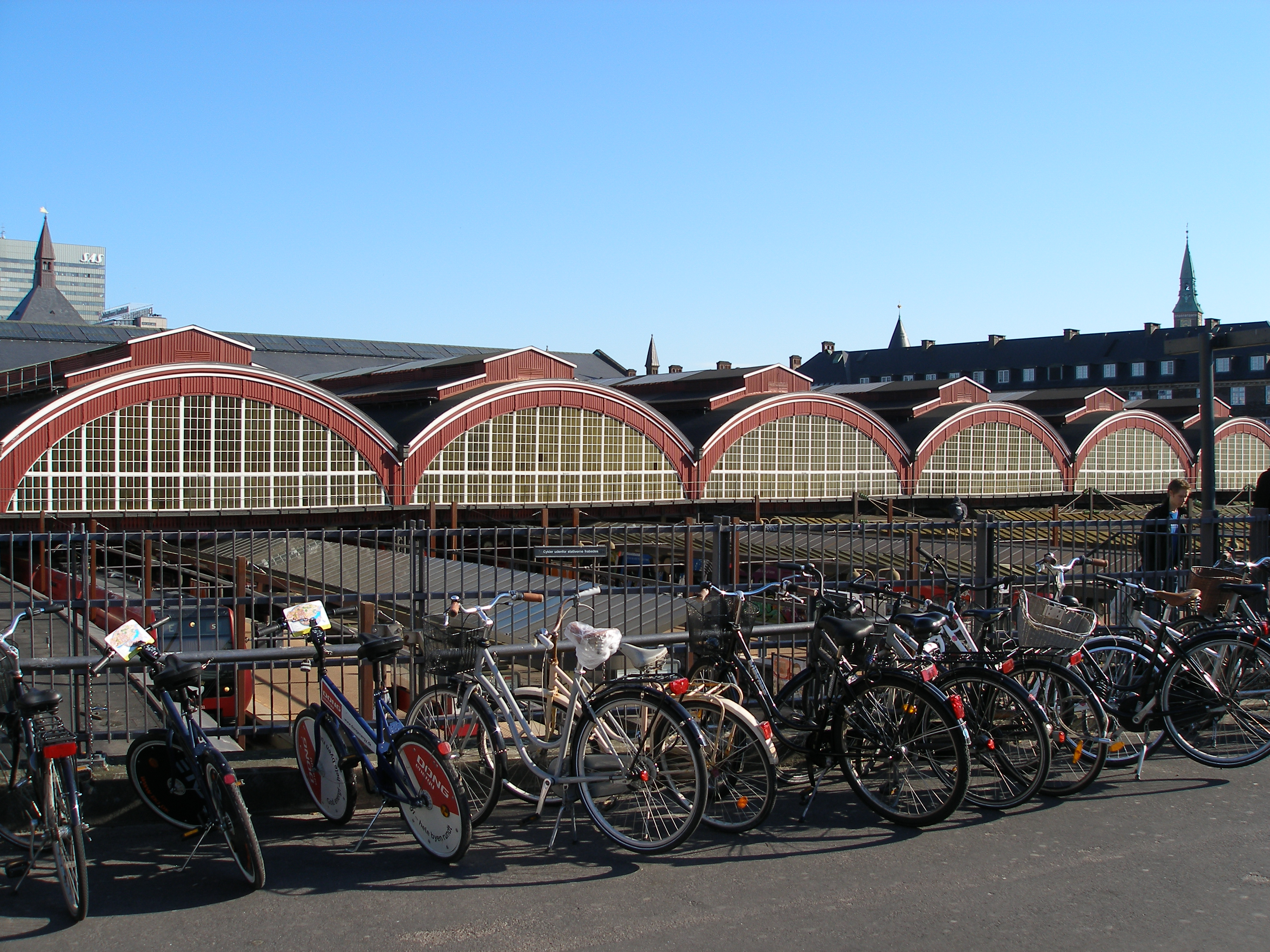
Kerékpárok a főpályaudvarnál

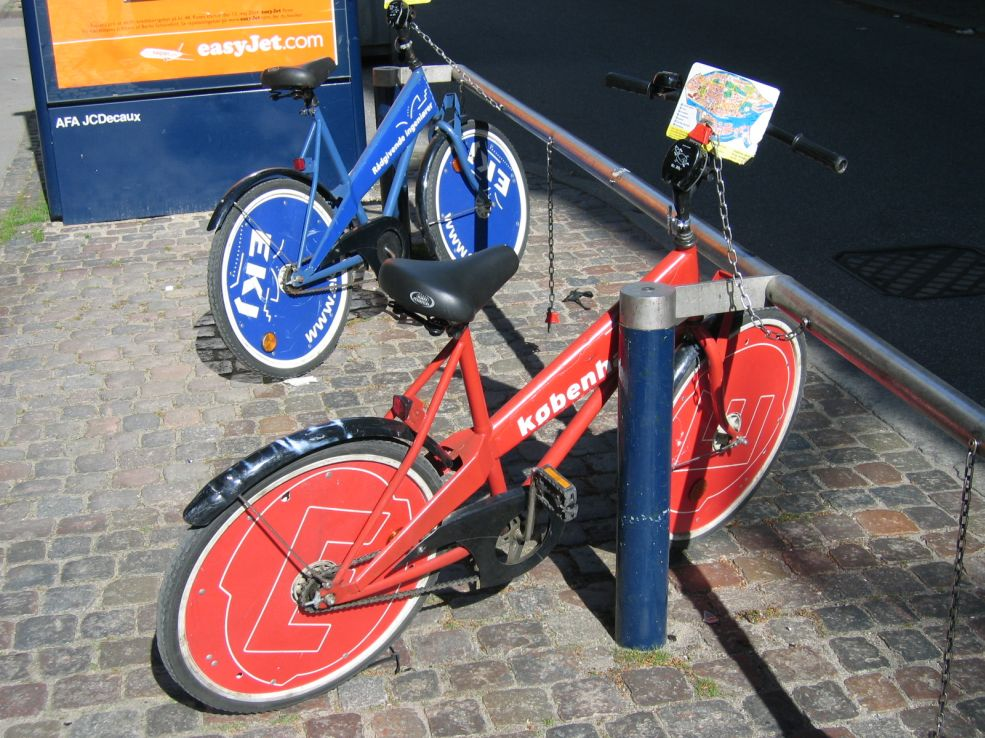
Ingyen kölcsönözhető városi biciklik

Koppenhága kerékpáros közlekedése világviszonylatban is fejlett: a dán fővárost a világ egyik leginkább kerékpárosbarát városaként tartják számon. Fejlett kerékpáros kultúrája miatt számos város követte példáját, és kezdett az ittenihez hasonló kerékpáros infrastruktúra kiépítésébe; ezt jelzi a „koppenhágásodás” (copenhagenize) kifejezés. A Nemzetközi Kerékpáros Szövetség a világon elsőként Koppenhágát választotta Bike Citynek, így a város 2008 és 2011 között számos jelentős kerékpáros sportrendezvénynek ad otthont.

## Infrastruktúra
A kerékpáros infrastruktúra jól kiépített. Az első kerékpárút 1910-ben létesült, az 1970-es évek eleji olajválság óta pedig a város mindent megtett a kerékpáros és gyalogos közlekedés támogatása érdekében.

### Kerékpárutak
Ma az egyértelműen jelzett kerékpársávok behálózzák az egész várost: összesen több mint 350 km hivatásforgalmi kerékpáros útvonal (340 km kerékpárút és 20 km kerékpársáv) és 40 km zöld kerékpárút áll a közlekedők rendelkezésére. Mivel a belvárosban folyamatosan bővítették a gyalogos és kerékpáros felületeket a parkolás rovására, ma ezek a közlekedési formák a városközpontban versenyképesebbek az autózásnál.
Minden útfelújításnak részét képezi a kerékpáros infrastruktúra kiépítése is. 2008-ban 5 km új kerékpárutat építettek, és 4 km régit újítottak fel - mindezt a 2006-2016-os időszakra szóló fejlesztési terv keretében, amely 70 km új kerékpárút létesítését irányozza elő összesen 400 millió korona költséggel. Egy kilométer (gyalogosoktól és az autóforgalomtól is elválasztott) kerékpárút kiépítése mintegy 8 millió korona, egy kilométer (az úttesttel egy szinten vezetett, attól széles fehér elválasztó vonallal lehatárolt) kerékpársáv kijelölése mintegy 0,5 millió korona költséget jelent a városnak. A tapasztalatok szerint ha egy úton kerékpárutat létesítenek, ott 20%-kal emelkedik a kerékpárosok és 10%-kal csökken az autók száma.
Az összefüggő hálózatot alkotó zöld kerékpárutak jellemzően parkokban, vízparton vezetett rekreációs célú gyalog- és kerékpárutak, amelyek elkerülik a forgalmas útvonalakat, és azokat kiemelten biztonságos módon (például gyalogoshidakon vagy külön jelzőlámpás csomópontokban keresztezik. Ezeket az útvonalakat a kerékpárosok mellett a futók, gyalogosok, gördeszkások és görkorcsolyázók is használhatják. A tervek szerint összesen 22 ilyen zöld útvonalat jelölnek ki összesen 110 km hosszan, ebből eddig 40 km készült el. A hálózat kiépítését összehangolják a szomszédos községekkel, valamint az országos és az európai kerékpárutak hálózatával.)

### Kölcsönzés
Az önkormányzat nyilvános és ingyenes kerékpárkölcsönző rendszert működtet a belvárosban, a kölcsönzéshez csak egy 20 koronás letétre van szükség, amit a kerékpár leadásakor visszatérítenek.

## Közlekedési szokások
A fejlett kerékpáros kultúrát jelzi, hogy az emberek 37%-a kerékpárral jár munkába, és a város lakói összesen 1,2 millió kilométert kerékpároznak naponta. A város vezetése azt tűzte ki célul, hogy 2015-re a biciklivel munkába és iskolába járók aránya elérje az 50%-ot.

## Hatások
A kerékpározás magas aránya jelentős hasznokkal jár a város számára, például a közlekedésből származó szén-dioxid kibocsátás jóval alacsonyabb mint más hasonló méretű városokban.
Koppenhága fejlett kerékpáros kultúrája miatt számos város követte példáját, és kezdett az ittenihez hasonló kerékpáros infrastruktúra kiépítésébe; ezt jelzi a „koppenhágásodás” (copenhagenize) kifejezés. Jan Gehl építész, várostervező négy évtizedes koppenhágai tapasztalatait felhasználva számos városnak (többek között Melbournenek, Sydneynek, Londonnak és Rotterdamnak) adott tanácsokat, hogy hogyan tegyék élhetővé közterületeiket a Strøget mintájára. 2007-ben New York polgármestere, Michael Bloomberg kérte fel, hogy segítse nagyszabású kerékpáros fejlesztési terveiben.